# Mega Man Zero
Nota: Este artigo é sobre a série ao todo. Se você procura pelo primeiro jogo da mesma, veja Mega Man Zero (jogo eletrônico).
Mega Man Zero, conhecido como Rockman Zero (ロックマンゼロ, Rokkuman Zero) no Japão, é uma série de jogos eletrônicos, sendo a terceira série na cronologia do Mega Man principal e a quinta na série ao todo de Mega Man, criada por Keiji Inafune e dirigida pelo diretor da série Mega Man Legends Yoshinori Kawano. Consistindo de quatro jogos desenvolvidos para o Game Boy Advance pela Inti Creates, a série foi iniciada com o lançamento de Mega Man Zero em 2002.

## Sinopse
Zero é acordado aproximadamente 100 anos após o fim da série Mega Man X pela cientista Ciel, e se vê em um mundo completamente diferente. Contando com uma tecnologia muito superior à de sua época, humanos vivem pacificamente em uma "cidade-estado" intitulada de "Neo Arcadia", a Elysium sonhada por X. Todavia, o custo de tal serena forma de vida é logo revelado por inúmeros reploids sendo executados em campos de concentração sob a injusta acusação de rebelião contra a sociedade humana. O motivo de tal radicalismo era a crise de energia enfrentada no momento, encontrando na eliminação dos reploids a solução. Zero logo se alia a um grupo de reploids fugitivos que luta por igualdade de direitos para humanos e reploids, liderados por Ciel, uma cientista humana que compartilha dos mesmos ideais. Entretanto, Zero descobre que o líder de tal sociedade é ninguém menos que um clone de seu melhor amigo, X, com quem lutara lado a lado contra os seguidores de Sigma nas Maverick Wars. Desde que ambos foram encontrados, o clone é conhecido como "Copy X". Agora Zero terá de ajudar a Resistência a colocar fim à opressão e conseguir a tão almejada paz com a Neo Arcadia, ou derrotá-la completamente junto da cópia do antigo amigo, X.

## Novidades
A série Mega Man Zero continua com a temática séria que se encontrava na série Mega Man X, completando definitivamente a perda da infantilidade ocorrida na série clássica Mega Man. Trata de temas como corrupção governamental e luta pela igualdade, e possui um enredo excepcionalmente detalhado. Em termos de jogabilidade, apresentou novidades como a inserção de diversas novas armas e a possibilidade de passá-las de nível, a mudança para um estilo híbrido de RPG e aventura, a diversidade de objetivos das missões e de localizações para os chefes, a presença dos Cyber Elves (programas de computador que podem atuar sobre o mundo físico), e o aumento significativo na dificuldade. Contudo, é uma das poucas séries que não teve a opção de jogar com outros personagens em nenhum de outros jogos, além da perda do sistema de coleta das partes da armadura.

## Mangá
A criação de uma série de mangá foi autorizada por Hideto Kajima e criada na CoroCoro Comic, em 2003. Contudo, a série diverge bastante da série de jogos eletrônicos em termos de enredo e tom. Enquanto que os jogos são sempre sérios e obscuros, o mangá é leve e cômico. Zero e Ciel, em particular, vivenciam grandes alterações na personalidade. Ciel é muito mais dominante e insensível do que a sua versão nos jogos, enquanto que Zero vivencia um tipo de múltipla personalidade: normalmente ele é fraco, frágil e covarde (o que é indicado pela falta de um capacete), mas quando em perigo o seu capacete aparece e ele se transforma no poderoso, corajoso e convencido "Rockman Zero" (sua verdadeira personalidade). Isto geralmente ocorre para que ele proteja Lito, um pequeno jovem que acompanha Zero na história do mangá. A série vem então sido lançada entre três tankōbons.